# Stylops obsoletus
Stylops obsoletus  (лат.) — вид веерокрылых насекомых рода Stylops из семейства Stylopidae. Западная Европа, Испания.
Паразиты пчёл видов Andrena (Distandrena) obsoleta Pérez (Andrena, Andrenidae). 
Вид был впервые описан в 1974 году энтомологом Луна де Карвальо   (Luna de Carvalho E.) и именован по видовому названию пчелы-хозяина.